# Linda Olivieri
Linda Olivieri (Torino, 14 luglio 1998) è un'ostacolista italiana, specializzata nei 400 metri ostacoli.
In carriera ha vinto la medaglia d'argento nei 400 m ostacoli agli Europei under 23 2019; ha inoltre partecipato a diverse manifestazioni internazionali. Campionati europei di Berlino 2018, Mondiali di Doha 2019, Europei a squadre Silesia 2021, Giochi Olimpici di Tokyo 2020, Mondiali in Oregon 2022, Europei a Monaco 2022 ed Europei di Roma 2024. 

## Biografia
Ha iniziato la pratica dell'atletica nel 2010 all'età di 12 anni (categoria esordienti) con il Team Atletico-Mercurio Novara in cui è rimasta fino al 2016 (tranne la parentesi di una stagione sportiva disputata con l'Atletica Piemonte nel 2014).
Dal 2017 gareggia per l'Atletica Monza ed a partire dal 2018 con le Fiamme Oro.
Dopo la finale nei 300 metri ostacoli ai campionati italiani cadette di Jesolo nel 2012, chiusa al sesto posto, nell'edizione degli stessi (tenutasi sempre nella città veneta) nel 2013, vince la sua prima medaglia ai nazionali giovanili col bronzo nei 300 m hs.
Dopo una stagione di transizione al suo primo anno da allieva, nel secondo invece si laurea per la prima volta in carriera campionessa italiana giovanile vincendo a Milano la finale dei 400 metri ostacoli ai nazionali under 18, con ampio margine sulla seconda Gioi Spinello (59"05 contro 1'01"31).
Partecipa nello stesso anno ai Mondiali allievi di Cali (Colombia) dove è stata semifinalista nei 400 metri ostacoli e settima con la staffetta 4×400 metri.
Al suo primo anno da juniores, come all'esordio di categoria fra le allieve, disputa una stagione interlocutoria; di contro nel 2017 vince a Firenze per distacco il titolo italiano under 20 nei 400 metri ostacoli, precedendo Alice Boasso (58"47 a 1'00"04).
Proprio in Italia prende parte poi agli Europei under 20 di Grosseto, affrontando due finali: quarta nella gara individuale dei 400 metri ostacoli (a cinquantuno centesimi dalla finlandese Viivi Lehikoinen) e sesta a squadre con la staffetta 4×400 metri: in entrambe le prove migliora i record personali.
Sempre nel 2017 ha riscritto tutti e 4 i primati personali nelle specialità del giro su pista: 400 metri sia outdoor (54"26) che indoor (55"23), 400 metri ostacoli (57"00) ed anche staffetta 4×400 metri (3'35"86).
Nel mese di giugno del 2018 prima vince ad Agropoli il titolo italiano promesse battendo Rebecca Sartori (57"71 contro 57"93) e poi termina quarta, a cinque centesimi dal bronzo della francese Lucie Kudela (58"11 a 58"16), ai Campionati del Mediterraneo under 23 di Jesolo.
Il 7 agosto ha esordito in Germania con la Nazionale assoluta agli Europei di Berlino uscendo in batteria nei 400 m hs: nella rassegna continentale, con i suoi 20 anni d'età, è stata l'esordiente italiana più giovane.
Ora viene allenata da Giorgio Ripamonti dopo essere stata seguita da Gian Luca Camaschella; nei 400 metri ostacoli detiene il quinto tempo italiano juniores all time (58"47) ed il terzo allieve (59"03), nei 300 metri ostacoli invece è la sesta italiana cadette di sempre (44"21); è stata medagliata ai campionati italiani giovanili in tutte e quattro le categorie (cadette (under 16), allieve (under 18), juniores (under 20) e promesse) (under 23) ed è titolata a livello giovanile nei 400 metri ostacoli in tutte le categorie in cui si disputa la specialità (allieve, juniores e promesse).

## Progressione

### 400 metri ostacoli
| Stagione | Tempo   | Luogo             | Data      | Rank. Mond. |
| -------- | ------- | ----------------- | --------- | ----------- |
| 2024     | 54"99   | Roma              | 10-6-2024 |             |
| 2023     | 56"05   | Poznań            | 18-6-2023 |             |
| 2022     | 55"69   | Grosseto          | 16-6-2022 |             |
| 2021     | 55"54   | Rovereto          | 27-6-2021 |             |
| 2020     | 57"60   | Padova            | 30-8-2020 |             |
| 2019     | 55"97   | La Chaux-de-Fonds | 30-6-2019 |             |
| 2018     | 57"22   | La Chaux-de-Fonds | 1-7-2018  |             |
| 2017     | 57"00   | Grosseto          | 23-7-2017 |             |
| 2016     | 1'00"70 | Nembro            | 29-6-2016 |             |
| 2015     | 59"03   | Cali              | 16-7-2015 |             |
| 2014     | 1'01"48 | Torino            | 29-6-2014 |             |

## Palmarès
| Anno | Manifestazione   | Sede     | Evento   | Risultato  | Prestazione | Note                          |
| ---- | ---------------- | -------- | -------- | ---------- | ----------- | ----------------------------- |
| 2015 | Mondiali U18     | Cali     | 400 m hs | Semifinale | 59"03       | [ 2 ]                         |
| 2015 | Mondiali U18     | Cali     | 4×400 m  | 7ª         | 3'25"29     | [ 2 ]                         |
| 2017 | Europei U20      | Grosseto | 400 m hs | 4ª         | 57"00       | [ 3 ]                         |
| 2017 | Europei U20      | Grosseto | 4×400 m  | 6ª         | 3'35"86     | [ 3 ]                         |
| 2018 | Mediterraneo U23 | Jesolo   | 400 m hs | 4ª         | 58"16       | [ 4 ]                         |
| 2018 | Europei          | Berlino  | 400 m hs | Batteria   | 58"47       | [ 5 ]                         |
| 2019 | Europei U23      | Gävle    | 400 m hs | Argento    | 56"22       |                               |
| 2019 | Mondiali         | Doha     | 400 m hs | Batteria   | 56"82       |                               |
| 2021 | Giochi olimpici  | Tokyo    | 400 m hs | Semifinale | 57"03       | [ 6 ]                         |
| 2022 | Mondiali         | Eugene   | 400 m hs | Semifinale | 56"04       |                               |
| 2022 | Europei          | Monaco   | 400 m hs | Batteria   | 57"03       |                               |
| 2024 | Europei          | Roma     | 400 m hs | Semifinale | 54"99       | Miglior prestazione personale |

## Campionati nazionali
- 1 volta campionessa nazionale under 23 dei 400 m ostacoli (2019)
- 1 volta campionessa nazionale promesse dei 400 m ostacoli (2018)
- 1 volta campionessa nazionale juniores dei 400 m ostacoli (2017)
- 1 volta campionessa nazionale allievi dei 400 m ostacoli (2015)

2012
- 6ª ai campionati italiani cadetti (Jesolo), 300 m hs - 47"26[7]

2013
- Bronzo ai campionati italiani cadetti (Jesolo), 300 m hs - 45"89[8]
- 5ª ai campionati italiani cadetti (Jesolo), 4×100 m - 50"19[9]

2014
- In batteria ai campionati italiani allievi indoor (Ancona), 200 m piani - 26"24[10]
- 5ª ai campionati italiani allievi indoor (Ancona), 400 m piani - 58"93[11]
- 4ª ai campionati italiani allievi (Rieti), 400 m piani - 56"79[12]
- 26ª ai campionati italiani allievi (Rieti), 4×400 m - 4'12"26[13]
- In batteria ai campionati italiani assoluti (Rovereto), 400 m hs - 1'02"16[14]

2015
- Oro ai campionati italiani allievi (Milano), 400 m hs - 59"05[15]

2016
- In batteria ai campionati italiani juniores indoor (Ancona), 200 m piani - 26"44[16]
- In batteria ai campionati italiani juniores indoor (Ancona), 400 m piani - 57"62[17]
- 4ª ai campionati italiani juniores (Bressanone), 400 m hs - 1'01"92[18]
- In batteria ai campionati italiani assoluti (Rieti), 400 m hs - dnf[19]

2017
- 4ª ai campionati italiani juniores indoor (Ancona), 400 m piani - 55"74[20]
- In batteria ai campionati italiani assoluti indoor (Ancona), 400 m piani - 55"23[21]
- 13ª ai campionati italiani assoluti indoor (Ancona), 4×200 m - 1'43"90[22]
- Oro ai campionati italiani juniores (Firenze), 400 m hs - 58"47[23]
- In batteria ai campionati italiani assoluti (Trieste), 400 m hs - 59"70[24]

2018
- In batteria ai campionati italiani promesse indoor (Ancona), 400 m piani - 56"55[25]
- In batteria ai campionati italiani assoluti indoor (Ancona), 60 m hs - 8"80[26]
- 6ª ai campionati italiani assoluti indoor (Ancona), 4×200 m - 1'42"18[27]
- Oro ai campionati italiani promesse (Agropoli), 400 m hs - 57"71[28]

2019
- In batteria ai campionati italiani promesse indoor (Ancona), 400 m hs - 56”49
- Oro ai campionati italiani promesse (Rieti), 400 m hs - 57”39

2020
- Bronzo ai campionati italiani assoluti (La Spezia), 400 m hs - 57"60

2021
- Argento ai campionati italiani assoluti (Rovereto), 400 m hs - 55"54

2022
- 4ª ai campionati italiani assoluti (Rieti), 400 m hs - 55"95

2023
- 4ª ai campionati italiani assoluti (Molfetta), 400 m hs - 56"61

2024
- Bronzo ai campionati italiani assoluti (La Spezia), 400 m hs - 55"41

2025
- Bronzo ai campionati italiani assoluti (Caorle), 400 m hs - 55"58

## Altre competizioni internazionali
2021
- Bronzo nella Super League degli Europei a squadre ( Chorzów), 400 m hs - 56"17
- 6ª al Golden Gala Pietro Mennea ( Firenze), 400 m hs - 55"63